# París-Niza 1977
La París-Niza 1977, fue la edición número 35 de la carrera, que estuvo compuesta de nueve etapas y un prólogo disputados del 10 al 17 de marzo de 1977. Los ciclistas completaron un recorrido de 1.219 km con salida en Aulnay-sous-Bois y llegada a Col d'Èze, en Francia. La carrera fue vencida por el belga Freddy Maertens, que fue acompañado en el podio por el holandés Gerrie Knetemann y el también belga Jean-Luc Vandenbroucke. 

## Resultados de las etapas
| Etapa                  | Fecha       | Recorrido                              | km     | Ganador             | Líder           |
| ---------------------- | ----------- | -------------------------------------- | ------ | ------------------- | --------------- |
| Prólogo                | 10 de marzo | Aulnay-sous-Bois (CRI)                 | 6.5 km | Freddy Maertens     | Freddy Maertens |
| 1.ª etapa, 1.er sector | 11 de marzo | Provins-Auxerre                        | 120 km | Freddy Maertens     | Freddy Maertens |
| 1.ª etapa, 2.º sector  | 11 de marzo | Noyers-sur-Serein-Nuits-Saint-Georges  | 71 km  | Freddy Maertens     | Freddy Maertens |
| 2.ª etapa              | 12 de marzo | Saint-Trivier-sur-Moignans-Sant-Etiève | 147 km | Freddy Maertens     | Freddy Maertens |
| 3ª etapa               | 13 de marzo | Sant-Etiève-Romans                     | 195 km | Gerrie Knetemann    | Freddy Maertens |
| 4ª etapa               | 14 de marzo | Vaison-la-Romaine-Digne-les-Bains      | 211 km | Eddy Merckx         | Freddy Maertens |
| 5.ª etapa, 1.er sector | 15 de marzo | Digne-les-Bains-Plan-de-Campagne       | 147 km | Roy Schuiten        | Freddy Maertens |
| 5.ª etapa, 2.º sector  | 15 de marzo | Plan-de-Campagne-Castellet             | 87 km  | Herman van Springel | Freddy Maertens |
| 6.ª etapa, 1.er sector | 16 de marzo | Le Lavandou-Draguignan                 | 114 km | Patrick Sercu       | Freddy Maertens |
| 6.ª etapa, 2.º sector  | 16 de marzo | Col d'Ampus (CRI)                      | 7 km   | Gerrie Knetemann    | Freddy Maertens |
| 7.ª etapa, 1.er sector | 17 de marzo | Draguignan-Niza                        | 106 km | Patrick Sercu       | Freddy Maertens |
| 7.ª etapa, 2.º sector  | 17 de marzo | Niza (CRI)                             | 8 km   | Freddy Maertens     | Freddy Maertens |

## Etapas

### Prólogo
10-03-1977. Aulnay-sous-Bois, 6.5 km. CRI
|   | Ciclista        | Equipo                 | Tiempo |
| - | --------------- | ---------------------- | ------ |
| 1 | Freddy Maertens | Flandria-Velda         | 7' 52" |
| 2 | Dietrich Thurau | TI-Raleigh             | + 2"   |
| 3 | Jan Raas        | Frisol-Thirion-Gazelle | + 8"   |

### 1ª etapa, 1º sector
11-03-1977. Provins-Auxerre, 120 km.
|   | Ciclista        | Equipo                 | Tiempo     |
| - | --------------- | ---------------------- | ---------- |
| 1 | Freddy Maertens | Flandria-Velda         | 3h 41' 16" |
| 2 | Eric Leman      | Carpentier-Splendor    | m. t.      |
| 3 | Jan Raas        | Frisol-Thirion-Gazelle | m. t.      |

### 1.ª etapa, 2.º sector
11-03-1977. Noyers-sur-Serein-Nuits-Saint-Georges, 71 km.
|   | Ciclista        | Equipo                 | Tiempo     |
| - | --------------- | ---------------------- | ---------- |
| 1 | Freddy Maertens | Flandria-Velda         | 1h 45' 17" |
| 2 | Theo Smit       | Frisol-Thirion-Gazelle | m. t.      |
| 3 | Dirk Ongenae    | Ebo-Superia            | m. t.      |

### 2a etapa
12-03-1977. Saint-Trivier-sur-Moignans-Sant-Etiève 147 km.
El equipo Ebo-Superia abandona, ya que su camión de material se equivoca de ciudad de salida.
|   | Ciclista          | Equipo                 | Tiempo     |
| - | ----------------- | ---------------------- | ---------- |
| 1 | Freddy Maertens   | Flandria-Velda         | 3h 42' 08" |
| 2 | Cees Priem        | Frisol-Thirion-Gazelle | m. t.      |
| 3 | Wilfried Wesemael | Frisol-Thirion-Gazelle | m. t.      |

### 3ª etapa
13-03-1977. Sant-Etiève-Romans 195 km.
|   | Ciclista         | Equipo            | Tiempo     |
| - | ---------------- | ----------------- | ---------- |
| 1 | Gerrie Knetemann | TI-Raleigh        | 4h 49' 26" |
| 2 | Domingo Perurena | Kas-Campagnolo    | m. t.      |
| 3 | Ludo Peeters     | IJsboerke-Colnago | + 4"       |

### 4ª etapa
14-03-1977. Vaison-la-Romaine-Digne-les-Bains, 211 km.
|   | Ciclista        | Equipo         | Tiempo     |
| - | --------------- | -------------- | ---------- |
| 1 | Eddy Merckx     | Fiat France    | 5h 10' 39" |
| 2 | Patrick Sercu   | Fiat France    | + 1"       |
| 3 | Freddy Maertens | Flandria-Velda | m. t.      |

### 5ª etapa, 1º sector
15-03-1977. Digne-les-Bains-Plan-de-Campagne, 147 km.
Schuiten gana la etapa con una ventaja de 11'16" después de 105 km de escapada.
|   | Ciclista         | Equipo            | Tiempo     |
| - | ---------------- | ----------------- | ---------- |
| 1 | Roy Schuiten     | Lejeune-BP        | 3h 33' 42" |
| 2 | Patrick Sercu    | Fiat France       | + 11' 16"  |
| 3 | Walter Godefroot | IJsboerke-Colnago | m. t.      |

### 5.ª etapa, 2.º sector
15-03-1977. Plan-de-Campagne-Castellet, 87 km
|   | Ciclista            | Equipo                | Tiempo     |
| - | ------------------- | --------------------- | ---------- |
| 1 | Herman van Springel | IJsboerke-Colnago     | 2h 10' 52" |
| 2 | Régis Ovion         | Peugeot-Esso-Michelin | m. t.      |
| 3 | Freddy Maertens     | Flandria-Velda        | + 1"       |

### 6ª etapa, 1º sector
16-03-1977. Le Lavandou-Draguignan, 114 km.
|   | Ciclista        | Equipo            | Tiempo     |
| - | --------------- | ----------------- | ---------- |
| 1 | Patrick Sercu   | Fiat France       | 2h 54' 43" |
| 2 | Willy Teirlinck | Gitane-Campagnolo | + 58"      |
| 3 | Freddy Maertens | Flandria-Velda    | + 1' 00"   |

### 6.ª etapa, 2.º sector
16-03-1977. Col d'Ampus, 7 km. CRI
|   | Ciclista         | Equipo                | Tiempo  |
| - | ---------------- | --------------------- | ------- |
| 1 | Gerrie Knetemann | TI-Raleigh            | 15' 11" |
| 2 | Bernard Thevenet | Peugeot-Esso-Michelin | + 3"    |
| 3 | Freddy Maertens  | Flandria-Velda        | + 20"   |

### 7ª etapa, 1º sector
17-03-1977. Draguignan-Niça, 106 km.
|   | Ciclista          | Equipo                 | Tiempo     |
| - | ----------------- | ---------------------- | ---------- |
| 1 | Patrick Sercu     | Fiat France            | 2h 34' 53" |
| 2 | Freddy Maertens   | Flandria-Velda         | m. t.      |
| 3 | Wilfried Wesemael | Frisol-Thirion-Gazelle | m. t.      |

### 7.ª etapa, 2.º sector
17-03-1977. Niza, 8 km. CRI
La tradicional cronoescalada al Coll d'Èze es canvia per una crono al Passeig dels Anglesos.
|   | Ciclista               | Equipo                | Tiempo  |
| - | ---------------------- | --------------------- | ------- |
| 1 | Freddy Maertens        | Flandria-Velda        | 10' 08" |
| 2 | Jean-Luc Vandenbroucke | Peugeot-Esso-Michelin | + 19"   |
| 3 | Gerrie Knetemann       | TI-Raleigh            | + 23"   |

## Clasificaciones finales

### Clasificación general
| Pos. | Ciclista               | Equipo                  | Tiempo      |
| ---- | ---------------------- | ----------------------- | ----------- |
|      | Freddy Maertens        | Flandria-Velda          | 31h 08' 32" |
| 2    | Gerrie Knetemann       | TI-Raleigh              | + 33"       |
| 3    | Jean-Luc Vandenbroucke | Peugeot-Esso-Michelin   | + 1' 25"    |
| 4    | Joseph Bruyere         | Fiat France             | + 1' 35"    |
| 5    | Bernard Hinault        | Gitane-Campagnolo       | + 1' 42"    |
| 6    | Raymond Poulidor       | Miko-Mercier-Hutchinson | + 1' 49"    |
| 7    | Dietrich Thurau        | Ti-Raleigh              | + 1' 56"    |
| 8    | Jan Raas               | Frisol-Thirion-Gazelle  | + 2' 03"    |
| 9    | Roland Salm            | Zonca-Santini           | + 2' 22"    |